# Rallye du Valais
Pour les articles homonymes, voir Valais (homonymie).
Le Rallye International du Valais (dénommé Le Rallye du Vin de son origine à 1982, puis Le Rallye International du Vin et du Valais en 1983 et 1984) est un rallye automobile organisé chaque année depuis 1960 en Valais (Suisse). Depuis 1979, l'épreuve est une manche du calendrier européen, ayant passé par différents échelons dont le championnat d'Europe des rallyes, jusqu'en 2015. En 2007 et 2008 il a été inclus dans le défunt championnat IRC (Intercontinental Rally Challenge). Depuis 2023, le RIV fait partie de la Mitropa Rally Cup.

## Historique
Le Rallye International du Valais est organisé pour la première fois en septembre 1960 dans le cadre d'une manifestation régionale, le premier Comptoir de Martigny. Son fondateur, Philippe Simonetta, marchand de vin et passionné de rallye (il a participé à l'époque au Rallye Monte-Carlo), veut faire découvrir aux pilotes automobiles une facette différente de leur sport. La géographie de la région offre un terrain idéal pour l'organisation d'un rallye. La course s’appelle alors Le Rallye du Vin et bénéficie du soutien d'autres marchands de vins valaisans. Elle prend rapidement de l'ampleur tout en restant fidèle à son appellation et à sa philosophie : la découverte de la région, de son vignoble et de ses vins (un concours œnologique clôture alors les épreuves sportives).
À partir de 1976, sous la direction de Pierre-Antoine Gschwend et avec le soutien de l'écurie 13 Étoiles, l'aspect touristique laisse place à une épreuve automobile purement sportive qui accède rapidement à des championnats internationaux. Ainsi, dès 1979, le Rallye du Vin est intégré au Championnat d'Europe des rallyes, d'abord avec le coefficient 1, puis avec le coefficient 2 l'année suivante. De nombreux pilotes étrangers viennent y faire leurs classes. L'épreuve obtient sa renommée par des parcours sélectifs et exigeants à l'image de l'épreuve spéciale « des Cols », ayant souvent mesuré plus de 30 kilomètres entre Sembrancher et Le Guercet. Elle figure parmi les plus longues épreuves spéciales du circuit européen. D'autres classiques offrent au Rallye International du Valais sa renommée, par exemple l'épreuve spéciale dite « des Casernes », inscrite pour la première fois en 1967 au programme, sur le camp militaire de Sion.
Au cours des années, des rallymen de renom ont pris part à l'épreuve, parmi lesquels Per Eklund, Jimmy McRae, Jean Ragnotti, Sepp Haider, Harald Demuth, Andrea Aghini, Piero Liatti, Luca Rossetti, Jos Verstappen et de nombreux Belges, dont Guy Colsoul, Patrick Snijers (vainqueur en 1985), Robert Droogmans (triple vainqueur, en 1983, 1986 et 1987), Freddy Loix (vainqueur en 2008), et Bruno Thiry.
Le recordman du nombre de victoires est Olivier Burri, avec neuf titres, en 1993, 1994, 1995, 1996, 1998, 2001, 2003, 2006 et 2019.
Après plus de 30 ans en Championnat d'Europe des Rallyes, l'épreuve redescend d'un échelon en 2016 en intégrant l'Alpine Rally Trophy organisée par la FIA ainsi que la première Coupe FIA R-GT relative aux voitures de Grand Tourisme (du Groupe R-GT).
Dès le 1er janvier 2017, Christian Dubuis laisse sa place à une nouvelle équipe chapeautée par Richard Chassot.
Pour la 60e édition du rallye en 2019, le pilote américain Ken Block est invité en tant qu'ouvreur.
L'édition 2020 est annulée en raison de la pandémie de Covid-19.
Le 5 avril 2022, Cédric Borboën annonce l'arrêt de se activités liées au Rallye International du Valais. Une nouvelle équipe composée de sept bénévoles issus du sport automobile reprend le flambeau.
Le 62e Rallye International du Valais, du 13 au 15 octobre 2022, se déroule, pour une seule édition, aux Bains de Saillon en raison de la fermeture du centre thermal pour travaux et de l'indisponibilité des sites habituels que sont le CERM à Martigny ou les Casernes à Sion.
Depuis 2023, le RIV retrouve ses terres natales avec le QG situé au CERM de Martigny, avec un découpage du parcours comprenant une journée autour de Sion le vendredi et une journée autour de Martigny le samedi.
En 2024, en raison de nombreux événements géologiques, le parcours est remanié à 70% par rapport à l'édition précédente et comprend également 50 kilomètres de secteurs chronométrés totalement inédits. Le kilométrage total reste aux alentours des 180 kilomètres d'épreuves spéciales et comprend toujours deux journées: une dans la région de Sion et une dans la région de Martigny.

## Palmarès

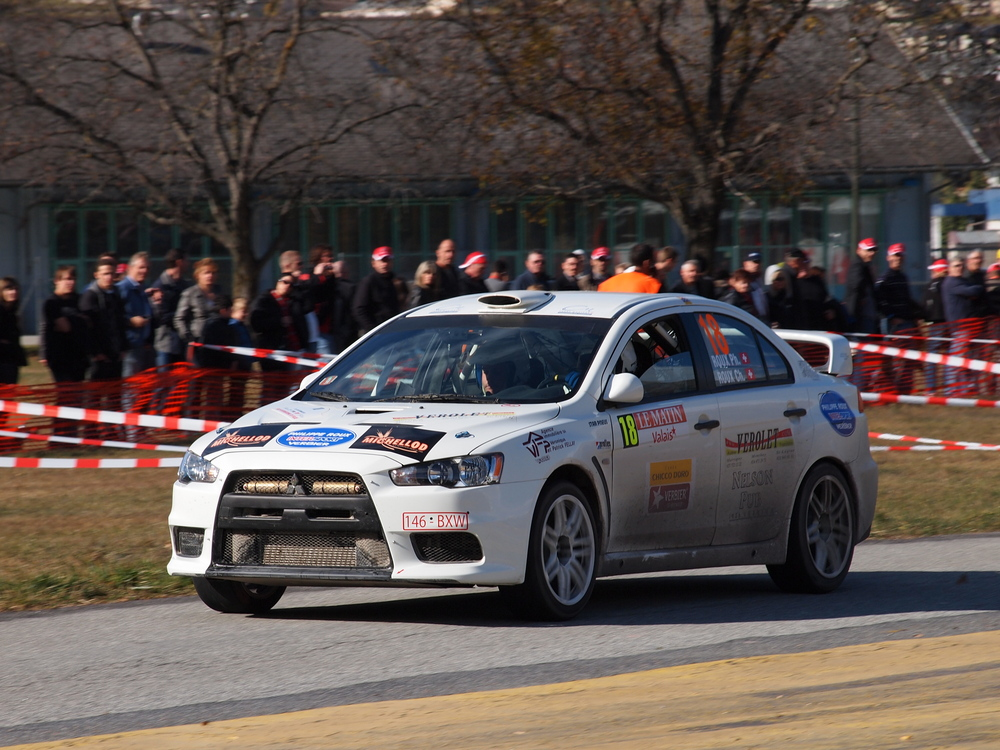
Philippe Roux en 2010.

| Édition                                    | Vainqueur            | Copilote              | Voiture                 |
| ------------------------------------------ | -------------------- | --------------------- | ----------------------- |
| 1973                                       | Jean Gay             | Jean-Marie Carron     | Porsche 911 S           |
| 1974                                       | Matthias Schreir     | Max Graf              | Alpine-Renault A110     |
| 1975                                       | Jean-Marie Carron    | Pierre Schaer         | Porsche 911 Carrera     |
| 1976                                       | Eric Savary          | Jean-Robert Corthay   | Porsche 911             |
| 1977                                       | Éric Chapuis         | Edy Bernasconi        | Porsche 911             |
| 1978                                       | Philippe Roux        | Paul-Bernard Mugnier  | Porsche 911             |
| 1979 (ERC coef. 1)                         | Éric Chapuis         | Edy Bernasconi        | Fiat 131 Abarth         |
| 1980 (21e édition - devient international) | Per Eklund           | Hans Sylvan           | Toyota Celica 2000GT    |
| 1981 (coef. 2)                             | Jimmy McRae          | Mike Nicholson        | Opel Ascona 400         |
| 1982                                       | Josef Haider         | Jörg Pattermann       | Opel Ascona 400         |
| 1983                                       | Robert Droogmans     | Ronny Joosten         | Ford Escort RS          |
| 1984                                       | Harald Demuth        | Willy Lux             | Audi Quattro            |
| 1985                                       | Patrick Snijers      | Dany Colebunders      | Lancia 037              |
| 1986                                       | Robert Droogmans     | Ronny Joosten         | Ford Sierra RS2000      |
| 1987                                       | Robert Droogmans     | Ronny Joosten         | Ford Sierra RS Cosworth |
| 1988                                       | Philippe Roux        | Paul Corthay          | Lancia Delta Integrale  |
| 1989 (coef. 5)                             | Christian Jaquillard | Christiane Jaquillard | Ford Sierra RS Cosworth |
| 1990                                       | Josef Haider         | Christian Geistdörfer | Opel Kadett GSi         |
| 1991                                       | Erwin Keller         | Ronny Hofmann         | Mitsubishi Galant VR-4  |
| 1992                                       | Philippe Roux        | Paul Corthay          | Lancia Delta Integrale  |
| 1993                                       | Olivier Burri        | Christophe Hofmann    | Ford Sierra RS Cosworth |
| 1994                                       | Olivier Burri        | Christophe Hofmann    | Toyota Celica 4WD Turbo |
| 1995                                       | Olivier Burri        | Christophe Hofmann    | Ford Escort RS Cosworth |
| 1996                                       | Olivier Burri        | Christophe Hofmann    | Subaru Impreza 555      |
| 1997                                       | Andrea Aghini        | Loris Roggia          | Toyota Celica GT Four   |
| 1998                                       | Olivier Burri        | Christophe Hofmann    | Toyota Celica GT Four   |
| 1999                                       | Cyril Henny          | Aurore Brand          | Peugeot 306 Maxi        |
| 2000 (coef. 10)                            | Cyril Henny          | Aurore Brand          | Peugeot 306 Maxi        |
| 2001 (coef. 10)                            | Olivier Burri        | Christophe Hofmann    | Toyota Corolla WRC      |

| Édition           | Vainqueur | Vainqueur          | Vainqueur                 | Deuxième | Deuxième             | Troisième | Troisième            |
| ----------------- | --------- | ------------------ | ------------------------- | -------- | -------------------- | --------- | -------------------- |
| 2002 ERC coef. 10 | pilote    | Janusz Kulig       | Ford Focus RS WRC         | pilote   | Philippe Roux        | pilote    | Jean-Philippe Radoux |
| 2002 ERC coef. 10 | copilote  | Jarosław Baran     | Ford Focus RS WRC         | copilote | Paul Corthay         | copilote  | Jean-Noël Grégoire   |
| 2003 ERC coef. 10 | pilote    | Olivier Burri      | Subaru Impreza S8 WRC     | pilote   | Philippe Roux        | pilote    | Patrick Heintz       |
| 2003 ERC coef. 10 | copilote  | Christophe Hofmann | Subaru Impreza S8 WRC     | copilote | Paul Corthay         | copilote  | Roland Scherrer      |
| 2004 ERC coef. 10 | pilote    | Piero Liatti       | Peugeot 206 S1600         | pilote   | Olivier Gillet       | pilote    | Patrick Heintz       |
| 2004 ERC coef. 10 | copilote  | Vanda Geninatti    | Peugeot 206 S1600         | copilote | Frédéric Helfer      | copilote  | Roland Scherrer      |
| 2005 ERC coef. 10 | pilote    | Olivier Gillet     | Renault Clio S1600        | pilote   | François Delecour    | pilote    | Patrick Heintz       |
| 2005 ERC coef. 10 | copilote  | Frédéric Helfer    | Renault Clio S1600        | copilote | Fabrice Gordon       | copilote  | Roland Scherrer      |
| 2006 ERC coef. 10 | pilote    | Olivier Burri      | Subaru Impreza WRX STI    | pilote   | Grégoire Hotz        | pilote    | Ivan Ballinari       |
| 2006 ERC coef. 10 | copilote  | Fabrice Gordon     | Subaru Impreza WRX STI    | copilote | Stéphane Prévot      | copilote  | Paolo Pianca         |
| 2007 ERC coef. 10 | pilote    | Nicolas Vouilloz   | Peugeot 207 S2000         | pilote   | Enrique García Ojeda | pilote    | Umberto Scandola     |
| 2007 ERC coef. 10 | copilote  | Nicolas Klinger    | Peugeot 207 S2000         | copilote | Jordi Barrabés Costa | copilote  | Guido D'Amore        |
| 2008 ERC coef. 10 | pilote    | Freddy Loix        | Peugeot 207 S2000         | pilote   | Nicolas Vouilloz     | pilote    | Luca Rossetti        |
| 2008 ERC coef. 10 | copilote  | Robin Buysmans     | Peugeot 207 S2000         | copilote | Nicolas Klinger      | copilote  | Matteo Chiarcossi    |
| 2009 ERC coef. 20 | pilote    | Grégoire Hotz      | Peugeot 207 S2000         | pilote   | Giandomenico Basso   | pilote    | Michal Solowow       |
| 2009 ERC coef. 20 | copilote  | Pietro Ravasi      | Peugeot 207 S2000         | copilote | Mitia Dotta          | copilote  | Maciej Baran         |
| 2010 ERC coef. 20 | pilote    | Luca Rossetti      | Abarth Grande Punto S2000 | pilote   | Florian Gonon        | pilote    | Thierry Neuville     |
| 2010 ERC coef. 20 | copilote  | Matteo Chiarcossi  | Abarth Grande Punto S2000 | copilote | Sandra Arlettaz      | copilote  | Nicolas Klinger      |

| Édition         | Vainqueur                              | Copilote                               | Voiture                                |
| --------------- | -------------------------------------- | -------------------------------------- | -------------------------------------- |
| 2011 (coef. 20) | Laurent Reuche                         | Jean Deriaz                            | Peugeot 207 S2000                      |
| 2012 (coef. 20) | Laurent Reuche                         | Jean Deriaz                            | Peugeot 207 S2000                      |
| 2013            | Esapekka Lappi                         | Janne Ferm                             | Škoda Fabia S2000                      |
| 2014            | Esapekka Lappi                         | Janne Ferm                             | Škoda Fabia S2000                      |
| 2015            | Alexey Lukyanuk                        | Alexey Arnautov                        | Ford Fiesta R5                         |
| 2016            | Sébastien Carron                       | Lucien Revaz                           | Ford Fiesta R5                         |
| 2017            | Giandomenico Basso                     | Lorenzo Granai                         | Hyundai i20 R5                         |
| 2018            | Giandomenico Basso                     | Lorenzo Granai                         | Škoda Fabia R5                         |
| 2019            | Olivier Burri                          | Fabrice Gordon                         | Škoda Fabia R5                         |
| 2020            | Épreuve annulée (pandémie de Covid-19) | Épreuve annulée (pandémie de Covid-19) | Épreuve annulée (pandémie de Covid-19) |
| 2021            | Mike Coppens                           | Christophe Roux                        | Škoda Fabia Rally2 evo                 |
| 2022            | Mike Coppens                           | Christophe Roux                        | Škoda Fabia Rally2 evo                 |
| 2023            | Jonathan Hirschi                       | Sarah Lattion                          | Škoda Fabia Rally2 evo                 |
| 2024            | Jonathan Hirschi                       | Mélanie Tendille                       | Citroën C3 Rally2                      |